# Prosopocoilus doris
Prosopocoilus doris is een keversoort uit de familie vliegende herten (Lucanidae). De wetenschappelijke naam van de soort is voor het eerst geldig gepubliceerd in 1921 door Kriesche.